# Destiny’s Child-diszkográfia
Ez a Destiny’s Child amerikai R&B lánycsapat eddigi zenei kiadványainak listája. Az együttesnek összesen öt stúdióalbuma, egy középlemeze, és tizenhét kislemeze jelent meg. Mind az öt nagylemezük a Columbia Records gondozásában került piacra. A   Destiny's Child eddig összesítve 60 millió albumot és kislemezt adott el világszerte.
Magyarországon a Survivor című albumuk egészen a második helyig jutott a hivatalos Mahasz album eladási listán. A Mahasz Rádiós Top 40-be három számuk került be, ezek sorrendben a Lose My Breath, a Soldier és a Girl című felvételek.

## Albumok

### Stúdióalbumok
| Év   | Albumok                                                                       | Listás helyezések | Listás helyezések | Listás helyezések | Listás helyezések | Listás helyezések | Listás helyezések | Listás helyezések | Listás helyezések | Listás helyezések | Listás helyezések | Minősítések                       | Eladások        |
| Év   | Albumok                                                                       | US                | AUS               | CAN               | FRA               | GER               | IRE               | NL                | SWI               | UK                | HUN               | Minősítések                       | Eladások        |
| ---- | ----------------------------------------------------------------------------- | ----------------- | ----------------- | ----------------- | ----------------- | ----------------- | ----------------- | ----------------- | ----------------- | ----------------- | ----------------- | --------------------------------- | --------------- |
| 1998 | Destiny's Child - Kiadó:Columbia Records - Formátum: CD, kazetta              | 67                | —                 | 33                | —                 | —                 | —                 | 30                | —                 | 45                | —                 | - US: Platina - CAN: 2× Platina   | - US: 831,000   |
| 1999 | The Writing's on the Wall - Kiadó:Columbia Records - Formátum: CD, kazetta    | 5                 | 2                 | 5                 | 32                | 21                | 3                 | 3                 | 23                | 10                | —                 | - US: 8× Platina - UK: 3× Platina | - US: 6,300,000 |
| 2001 | Survivor - Kiadó:Columbia Records - Formátum: CD, kazetta                     | 1                 | 4                 | 1                 | 4                 | 1                 | 1                 | 1                 | 1                 | 1                 | 2                 | - US: 4× Platina - UK: 3× Platina | - US: 4,300,000 |
| 2004 | Destiny Fulfilled - Kiadó:Columbia Records - Formátum: CD, digitális letöltés | 2                 | 11                | 3                 | 9                 | 3                 | 5                 | 4                 | 3                 | 5                 | —                 | - US: 3× Platina                  | - US: 3,100,000 |

### Válogatás és remix lemezek
- 2002: This Is the Remix
- 2005: #1'
- 2012: Playlist: The Very Best of Destiny's Child[30]
- 2013: Love Songs[31]

### Karácsonyi album
- 2001: 8 Days of Christmas

### Kislemezek
| Év   | Kislemez                                 | Listás helyezések | Listás helyezések | Listás helyezések | Listás helyezések | Listás helyezések | Listás helyezések | Listás helyezések | Listás helyezések | Listás helyezések | Listás helyezések | Listás helyezések | Minősítések                   | Album                                |
| Év   | Kislemez                                 | US                | US R&B            | AUS               | CAN               | FRA               | GER               | IRE               | NL                | SWI               | UK                | HUN               | Minősítések                   | Album                                |
| ---- | ---------------------------------------- | ----------------- | ----------------- | ----------------- | ----------------- | ----------------- | ----------------- | ----------------- | ----------------- | ----------------- | ----------------- | ----------------- | ----------------------------- | ------------------------------------ |
| 1997 | "No, No, No" (featuring Wyclef Jean)     | 3                 | 1                 | —                 | 7                 | 88                | 17                | —                 | 3                 | 5                 | —                 | —                 | - US: Platina                 | Destiny's Child                      |
| 1998 | "With Me" (featuring Jermaine Dupri)     | —                 | —                 | —                 | —                 | —                 | —                 | —                 | —                 | —                 | 19                | —                 |                               | Destiny's Child                      |
| 1998 | "Get on the Bus" (featuring Timbaland)   | —                 | 63                | —                 | —                 | —                 | 60                | —                 | 15                | —                 | 15                | —                 |                               | Why Do Fools Fall in Love (filmzene) |
| 1999 | "Bills, Bills, Bills"                    | 1                 | 1                 | 26                | 7                 | 20                | 18                | 17                | 8                 | 28                | 6                 | —                 | - US: Arany                   | The Writing's on the Wall            |
| 1999 | "Bug a Boo"                              | 33                | 15                | 26                | —                 | 57                | 20                | —                 | 4                 | 60                | 9                 | —                 |                               | The Writing's on the Wall            |
| 2000 | "Say My Name"                            | 1                 | 1                 | 1                 | 4                 | 10                | 14                | 15                | 4                 | 20                | 3                 | —                 | - US: Arany - AUS: 2× Platina | The Writing's on the Wall            |
| 2000 | "Jumpin, Jumpin"                         | 3                 | 8                 | 2                 | 8                 | 41                | 31                | 18                | 5                 | 44                | 5                 | —                 | - AUS: Platina                | The Writing's on the Wall            |
| 2000 | "Independent Women Part I"               | 1                 | 1                 | 3                 | 3                 | 19                | 10                | 2                 | 2                 | 2                 | 1                 | —                 | - AUS: 2× Platina - UK: Arany | Charlie Angyalai (filmzene)          |
| 2001 | "Survivor"                               | 2                 | 6                 | 7                 | 2                 | 12                | 8                 | 1                 | 2                 | 5                 | 1                 | —                 | - US: Arany - UK: Ezüst       | Survivor                             |
| 2001 | "Bootylicious"                           | 1                 | 2                 | 4                 | 4                 | 14                | 16                | 5                 | 3                 | 11                | 2                 | —                 | - AUS: Platina                | Survivor                             |
| 2001 | "Emotion"                                | 10                | 28                | 17                | 11                | 61                | 21                | 9                 | 7                 | 21                | 3                 | —                 | - AUS: Arany                  | Survivor                             |
| 2002 | "Nasty Girl"                             | —                 | —                 | 10                | —                 | —                 | 36                | 34                | 23                | 22                | —                 | —                 | - AUS: Arany                  | Survivor                             |
| 2004 | "Lose My Breath"                         | 3                 | 10                | 3                 | —                 | 8                 | 3                 | 1                 | 4                 | 1                 | 2                 | 34                | - US: Arany - SWI: Arany      | Destiny Fulfilled                    |
| 2004 | "Soldier" (featuring T.I. and Lil Wayne) | 3                 | 3                 | 3                 | —                 | 28                | 11                | 6                 | 10                | 10                | 4                 | 34                | - US: Platina                 | Destiny Fulfilled                    |
| 2005 | "Girl"                                   | 23                | 10                | 5                 | —                 | —                 | 38                | 8                 | 11                | 26                | 6                 | 19                | - US: Arany                   | Destiny Fulfilled                    |
| 2005 | "Cater 2 U"                              | 14                | 3                 | 15                | 32                | 9                 | —                 | 2                 | —                 | 18                | —                 | —                 | - US: Platina                 | Destiny Fulfilled                    |
| 2005 | "Stand Up for Love"                      | —                 | —                 | —                 | —                 | —                 | —                 | —                 | —                 | —                 | —                 | —                 |                               | #1's                                 |
| 2013 | "Nuclear"                                | —                 | —                 | —                 | —                 | —                 | —                 | —                 | —                 | —                 | —                 | —                 |                               | Love Songs                           |